# Kaldsret
Kaldsret (lat. Jus proponendi el. vocandi) er retten til at besætte et gejstligt embede.